# 刘志红
刘志红（1958年12月26日—），新疆库尔勒人，生于甘肃临洮，汉族，中国肾脏病学家，中国工程院院士，现任浙江大学医学院院长，第十一届全国政协委员。

## 生平
曾任南京军区总医院肾脏科副主任。2003年当选为中国工程院院士。2008年，当选第十一届全国政协委员，代表医药卫生界，分入第四十六组。